# Atlanta Chiefs 1967
Questa pagina raccoglie i dati riguardanti gli Atlanta Chiefs nelle competizioni ufficiali della stagione 1967.

## Stagione
La neonata franchigia ingaggiò giocatori dall'Europa, dai Caraibi e dall'Africa, alcuni anche con notevole esperienza internazionale come Freddie Mwila, Willie Evans, Phil Woosnam e Avraham Kalmi; quest'ultimo lasciò il sodalizio dopo appena un mese.
Gli Chiefs ottennero il quarto posto della Eastern Division della NPSL, non riuscendo così a qualificarsi per la finale della competizione, poi vinta dagli Oakland Clippers. Migliori marcatori stagionali furono Graham Newton e Phil Woosnam, tra l'altro anche allenatore e general manager degli Chiefs e miglior assist-man della squadra con sette passaggi vincenti, con otto reti ciascuno.

## Organigramma societario
Area direttiva
- Proprietario: Atlanta Braves, inc
- General Manager: Phil Woosnam
- Assistente General Manager: Eric Woodward

Area tecnica
- Allenatore: Phil Woosnam
- Assistente allenatore: Vic Crowe

## Rosa
| N. |                        | Ruolo | Calciatore     |
| -- | ---------------------- | ----- | -------------- |
| 1  | Svezia (bandiera)      | P     | Sven Lindberg  |
| 2  | Galles (bandiera)      | P     | Vic Rouse      |
| 3  | Inghilterra (bandiera) | D     | John Cocking   |
| 4  | Galles (bandiera)      | C     | Vic Crowe      |
| 5  | Ghana (bandiera)       | C     | Willie Evans   |
| 6  | Inghilterra (bandiera) | D     | Gordon Ferry   |
| 7  | Galles (bandiera)      | D     | Brian Hughes   |
| 8  | Zambia (bandiera)      | D     | Howard Mwikuta |
| 9  | Giamaica (bandiera)    | D     | Rudolph Pearce |
| 10 | Giamaica (bandiera)    | C     | Delroy Scott   |
| 11 | Giamaica (bandiera)    | D     | Henry Largie   |
| 12 | Inghilterra (bandiera) | A     | Ray Bloomfield |

| N. |                              | Ruolo | Calciatore       |
| -- | ---------------------------- | ----- | ---------------- |
| 13 | Inghilterra (bandiera)       | A     | Ron Newman       |
| 14 | Zambia (bandiera)            | A     | Emment Kapengwe  |
| 15 | Irlanda del Nord (bandiera)  | A     | Peter McParland  |
| 16 | Zambia (bandiera)            | A     | Freddie Mwila    |
| 17 | Galles (bandiera)            | A     | Phil Woosnam     |
| 18 | Inghilterra (bandiera)       | A     | Graham Newton    |
| 19 | Inghilterra (bandiera)       | A     | Howard Riley     |
| 20 | Trinidad e Tobago (bandiera) | A     | Everald Cummings |
| 21 | Israele (bandiera)           | D     | Avraham Kalmi    |
| 21 | Galles (bandiera)            | A     | Brian Bedford    |
|    | Germania (bandiera)          | P     | Manfred Kammerer |
|    | Zambia (bandiera)            | A     | Samuel Ndhlovu   |